# District de Saint-Dizier
Le district de Saint-Dizier est une ancienne division territoriale française du département de la Haute-Marne de 1790 à 1795.
Il était composé des cantons de Saint Dizier, Eclaron, Eurville, Fays, Laneuville à Remy, Longeville, Montiérender, Perthes, Sommevoir et Wassy.